# Varna (stad)
Varna (Bulgaars: Варна) is een stad in Bulgarije met circa 350.000 inwoners, gelegen aan de Zwarte Zee. Het is de derde stad en de belangrijkste havenstad van het land. Varna is de derde stad van Bulgarije qua omvang. De stad ligt aan de Zwarte Zee en is een populair vakantie- en congrescentrum. Varna heeft een van de oudste goudschatten ter wereld gevonden in het Varna-Neolithisch grafveld (ca. 4400–4100 v.Chr.). Varna bezit een internationale luchthaven, een zeehaven, moderne snelwegen en een bus/trolleybusnetwerk. Jaarlijks worden er in Varna internationale festivals, sport- en cultuurevenementen gehouden, zoals het Varna Summer International Music Festival.

## Geschiedenis
Al tijdens de Gumelnițacultuur in de kopertijd was Varna een belangrijk centrum, getuige de zeer rijke vondsten van het grafveld van Varna.
Varna kreeg zijn huidige naam onder de Bulgaarse kan Asparoech, die de nederzetting in 681 veroverde. Voor de komst van de Bulgaren woonden er eerst Thraciërs en vervolgens Grieken. De Griekse stadstaat Odessos was in de eerste eeuw voor Christus in Romeinse handen gekomen. Resten van Romeinse thermen herinneren aan deze periode.
In 1391 viel Varna in handen van het Ottomaanse Rijk. In 1444 vond hier de Slag bij Varna plaats, waarbij de Ottomanen een kruisvaardersleger versloegen en de Pools-Hongaarse koning Ladislaus sneuvelde. Hij dankt zijn bijnaam Varnensis aan de stad. In Varna bevindt zich een mausoleum voor hem.
In 1828 vond de belegering van Varna plaats, waarbij het Ottomaanse leger door de Russen weer werd teruggedrongen uit het gebied.
Van 1949 tot 1956, de periode waarin Bulgarije in de greep was van het stalinisme, droeg de stad de naam Stalin, die haar werd opgelegd ter ere van Stalins zeventigste verjaardag.

## Bevolking
Op 31 december 2018 telt de gemeente Varna 345.369 inwoners, waarvan 335.505 in de stad zelf en 8.864 in de nabijgelegen dorpen op het platteland. Sinds de negentiende eeuw is de bevolking van de stad Varna verachtvoudigd. Varna is een van de weinige nederzettingen in Bulgarije waar de bevolking toeneemt. 
| stad Varna     | 25.256        | 41.419        | 69.563  | 76.954  | 120.345 | 180.110 | 252.525 | 302.211 | 308.432 | 312.889 | 334.870 | 336.505 |
| gemeente Varna | geen gegevens | geen gegevens | 75.243  | 82.309  | 125.616 | 186.591 | 257.254 | 308.646 | 314.178 | 320.464 | 343.704 | 345.369 |
| oblast Varna   | geen gegevens | geen gegevens | 256.425 | 266.617 | 314.163 | 366.855 | 431.024 | 464.945 | 462.970 | 462.013 | 475.074 | 471.252 |

#### Nederzettingen in de gemeente Varna
De gemeente Varna bestaat uit een stad en vijf dorpen. Bijna 97% van de bevolking van de gemeente Varna woont in de stad Varna. 
| stad Varna         | град Варна         | 335.854 |
| dorp Topoli        | село Тополи        | 3.082   |
| dorp Kamenar       | село Каменар       | 2.795   |
| dorp Konstantinovo | село Константиново | 1.506   |
| dorp Zvezditsa     | село Звездица      | 1.164   |
| dorp Kazasjko      | село Казашко       | 347     |
| gemeente Varna     | община Варна       | 344.748 |

#### Religie
De meeste inwoners behoren tot de Bulgaars-Orthodoxe Kerk (83%). Minderheden zijn islamitisch (2%), protestants (1%) of katholiek (<1%). Verder is zo een 5% ongodsdienstig. De rest van de bevolking heeft geen antwoord gegeven op de optionele vraag.

## Verkeer
Varna heeft een internationaal vliegveld, waardoor de stad jaarlijks door toeristen wordt aangedaan op weg naar bijvoorbeeld een strandvakantie aan het Goudstrand of Albena aan de Zwarte Zee.

## Bezienswaardigheden
- Kathedraal van de Ontslapenis van de Moeder Gods
- Sint Nikolakerk
- Archeologisch Museum
- Etnografisch Museum
- Marinemuseum
- Museum van de Geschiedenis van de Geneeskunde
- Kunstgeschiedenismuseum
- Museum van Moderne Geschiedenis
- Primorskipark
- Pantheon
- Aquarium
- Dolfinarium
- Planetarium
- Dierentuin
- Opera
- Romeinse Thermen

## Sport
Tsjerno More Varna is de belangrijkste voetbalclub van Varna. De club werd vier keer landskampioen van Bulgarije en speelt in de Parva Liga.

## Onderwijs en wetenswaardigheden over Varna

#### Aantal scholen en universiteiten
In Varna bevinden zich meer dan 40 basisscholen en middelbare scholen. De stad beschikt over enkele grote universiteiten:
- University of Economics – Varna
- Technical University of Varna
- Medische Universiteit Varna
- Varna Free University "Chernorizets Hrabar"[5]
- Daarnaast is er de Varna University of Management, gespecialiseerd in business en toerisme.

## Geboren
- Fritz Zwicky (1898-1974), Zwitsers astronoom-astrofysicus
- George Baker (1931-2011), Brits acteur
- Filipp Kirkorov (1967), Russische zanger
- Tatiana Koleva (1970), percussionist
- Elitsa Todorova (1977), zangeres
- Dragomir Draganov (1981), voetbalscheidsrechter
- Georgi Iliev (1981), voetballer
- Vanja Stambolova (1983), atlete
- Viktoria Georgieva (1997), zangeres

## Stedenbanden
Varna heeft een stedenband met:
- Aalborg (Denemarken), sinds 1976[6]
- Dordrecht (Nederland), sinds 2001
- Miami (Verenigde Staten), niet meer actief[7]
- Turku (Finland), sinds 1963
- Kaapstad (Zuid-Afrika), sinds 2012[8]

## Galerij

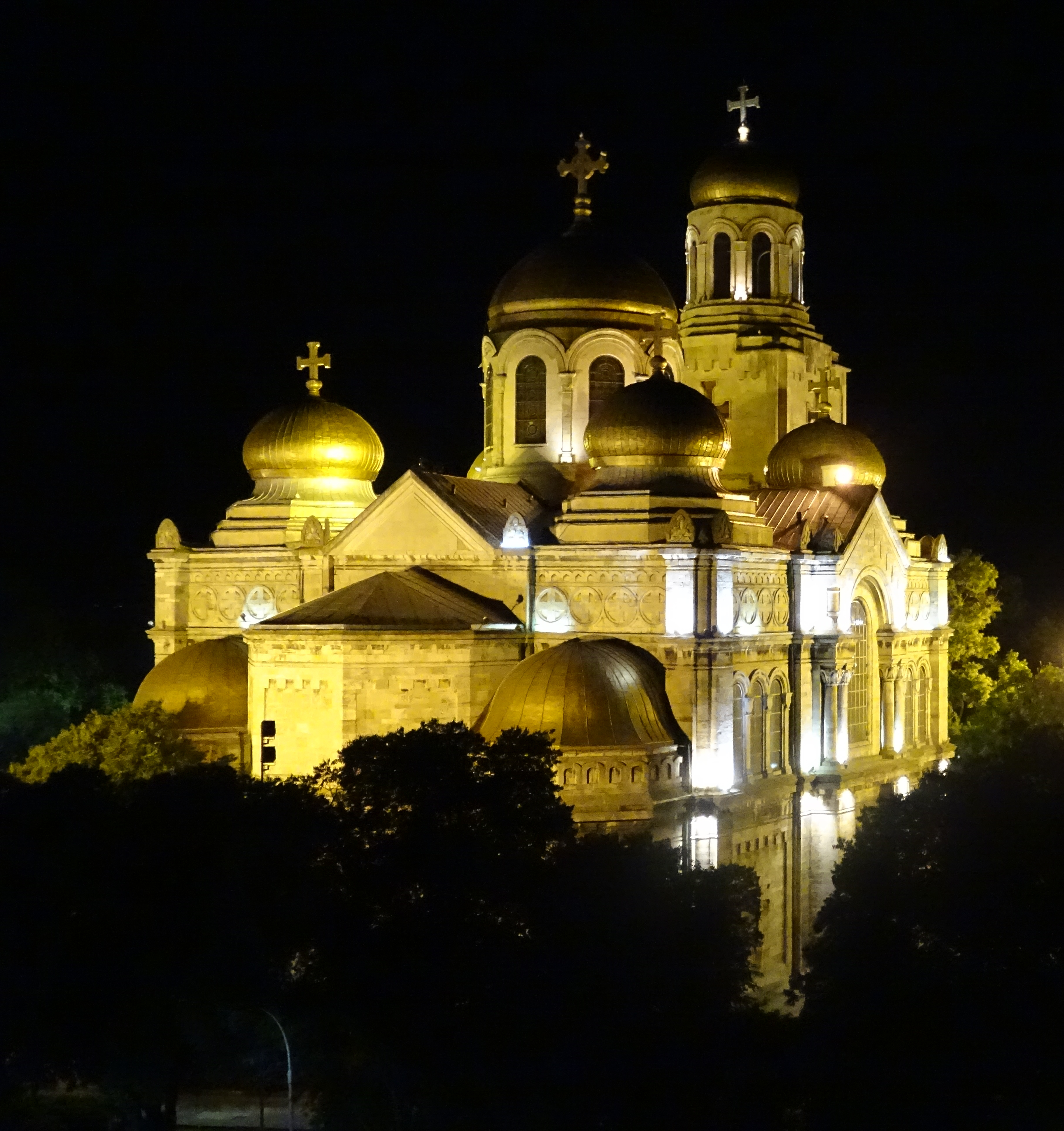
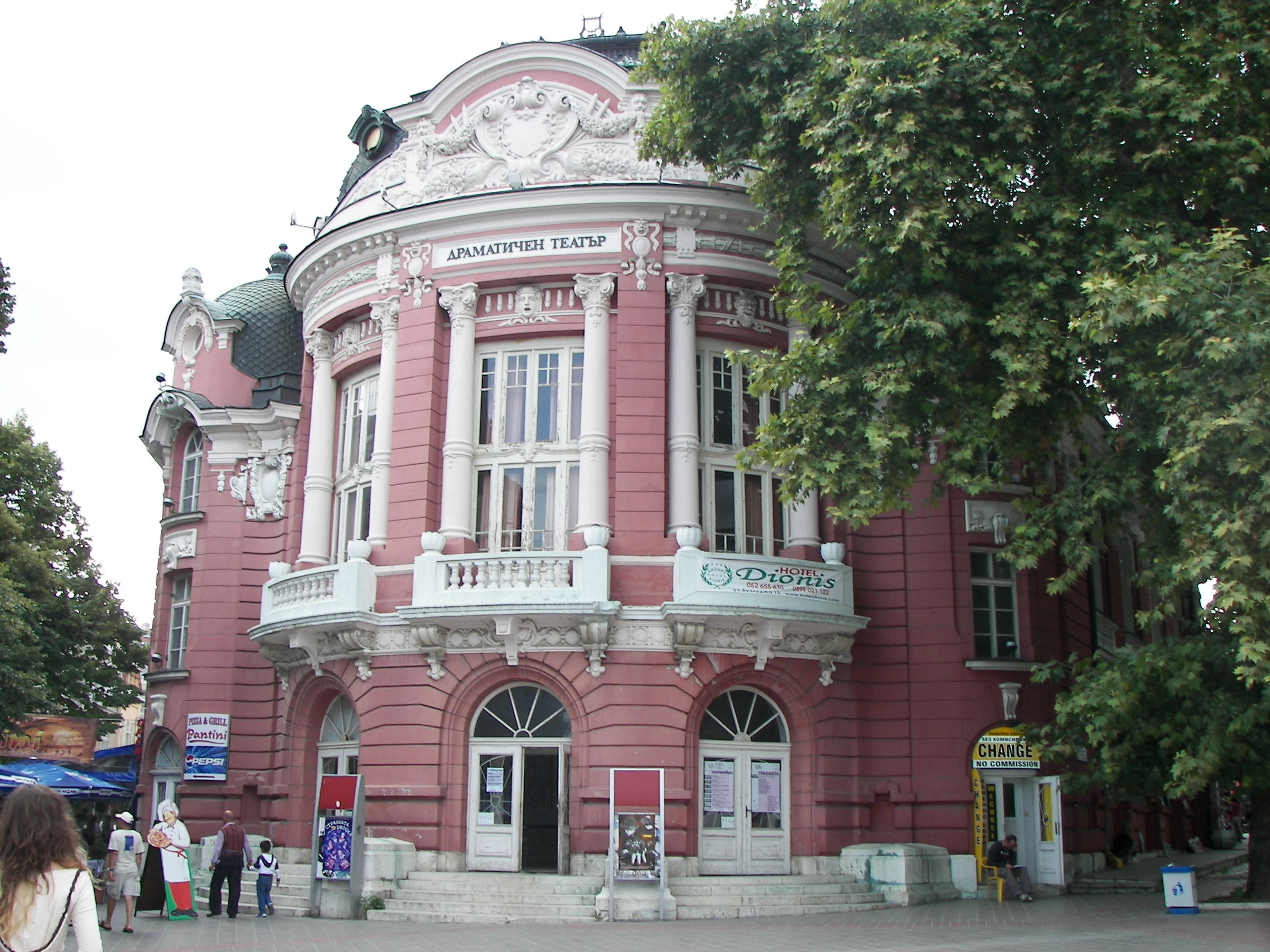
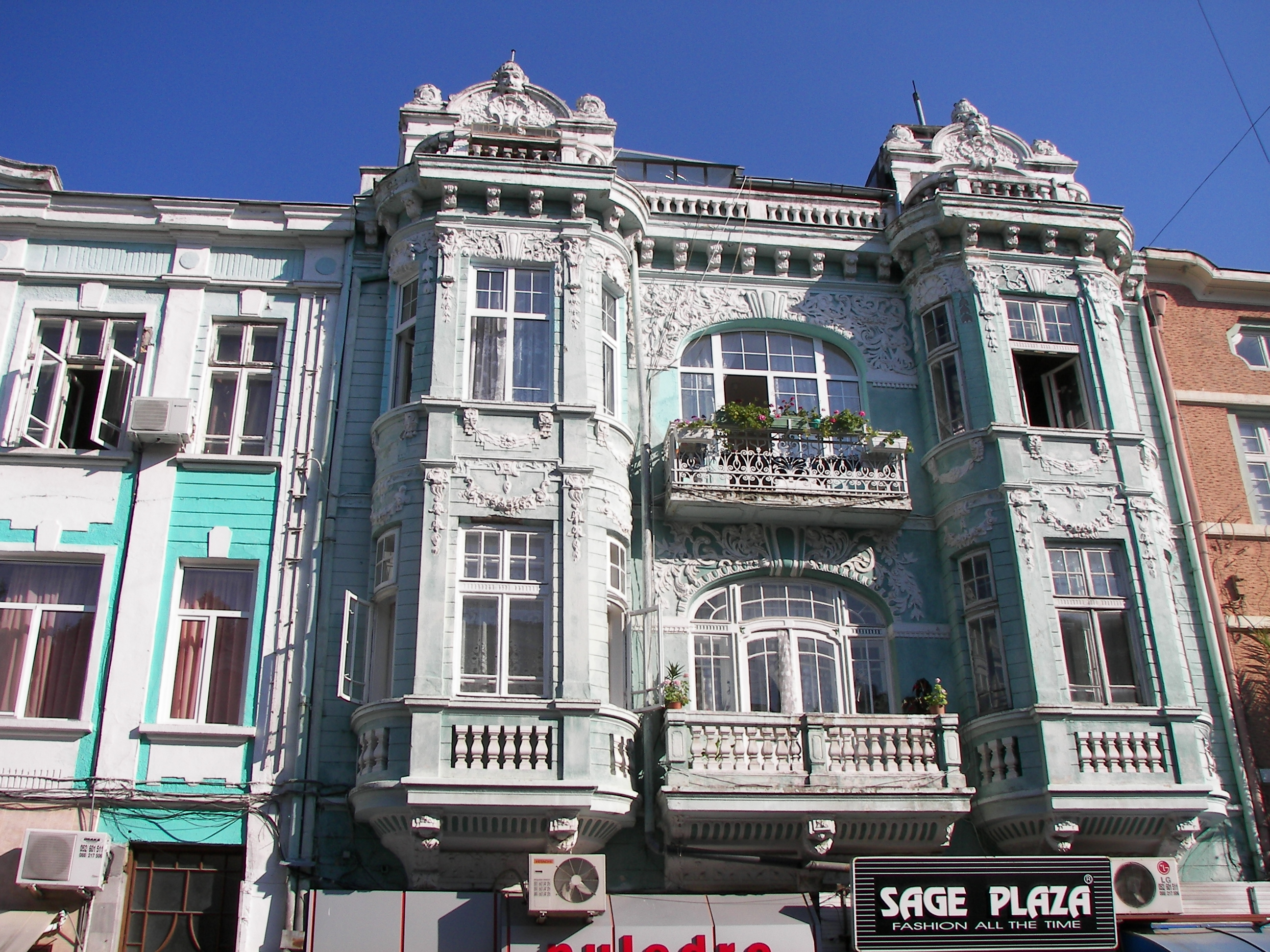
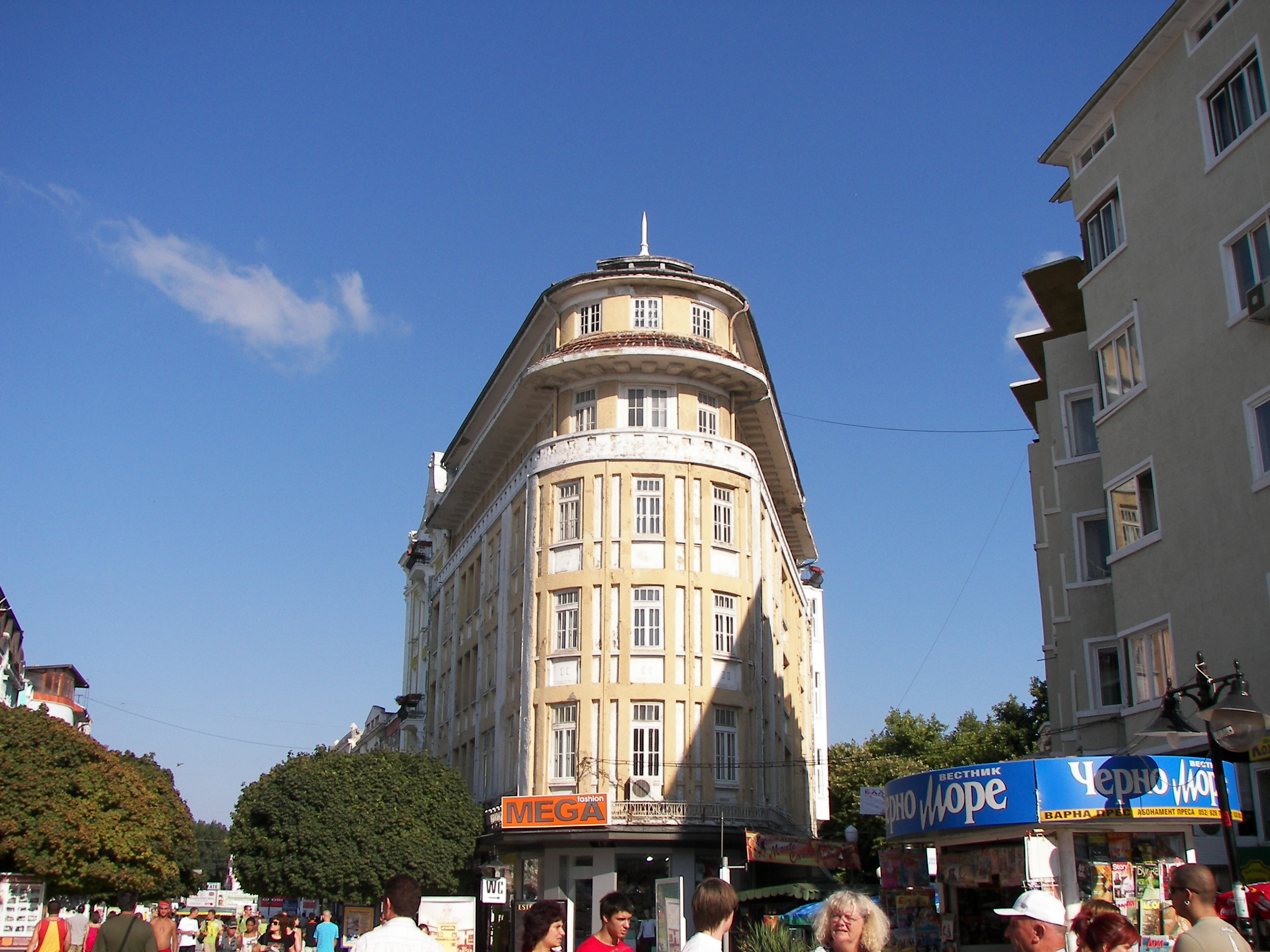